# 언더오스
언더오스(Underoath)는 미국의 밴드이다.